# Madegondo
Madegondo is een bestuurslaag in het regentschap Sukoharjo van de provincie Midden-Java, Indonesië. Madegondo telt 8818 inwoners (volkstelling 2010).